# Belenos Mensa
La Belenos Mensa è una struttura geologica della superficie di Europa.